# Electric Chubbyland: Popa Chubby Plays Jimi Hendrix
Electric Chubbyland è un album live di Popa Chubby, sicuramente il più elaborato.
Consiste in un estratto di 24 delle canzoni suonate nelle due tappe del 10 e 11 febbraio 2006 in cui suonò solo cover di Jimi Hendrix. Fa eccezione la canzone San Catri, presente in quasi tutti i live del bluesman.

## Tracce

### CD 1
- Intro - 0:55
- Spanish Castle Magic - 5:04
- Foxy Lady - 6:20
- Catfish Blues - 6:00
- The Wind Cries Mary - 7:40
- Purple Haze - 3:23
- Can You See Me? - 5:38
- Remember - 3:44
- Third Stone From The Sun - 3:37

### CD 2
- Intro - 0:55
- Come On (Part 1) - 6:36
- Red House - 8:59
- Who Knows - 6:58
- Hey Joe - 11:14
- Little Wing - 9:11
- Voodoo Child (Slight Return) - 6:05

### CD 3
- Manic Depression - 4:53
- Up From The Sky - 7:59
- I Don't Live Today - 4:04
- Izabella - 4:51
- Burning Of The Midnight Lamp - 5:28
- Highway Chile - 4:27
- Bold As Love - 4:14
- San Catri (For Jimi) - 16:06